# '92 Tour EP
'92 Tour EP è un EP del gruppo heavy metal Motörhead pubblicato nel 1992 dall'etichetta  discografica Epic Records/WTG.

## Descrizione
Il disco contiene canzoni tratte dagli album 1916 e March ör Die.

## Tracce
1. Hellraiser – 4:36 (Osbourne, Wylde, Kilmister)
2. You Better Run – 4:51 (Kilmister)
3. Going To Brazil – 2:29 (Kilmister, Burston, Campbell, Taylor)
4. R.A.M.O.N.E.S. – 1:27 (Kilmister, Burston, Campbell, Taylor)

## Formazione
- Lemmy Kilmister - basso, voce
- Phil "Wizzö" Campbell - chitarra
- Würzel - chitarra
- Mikkey Dee - batteria